# Assassins...
Pour les articles homonymes, voir Assassin.
Pour plus de détails, voir Fiche technique et Distribution.
Assassins… est un court métrage réalisé par Mathieu Kassovitz en 1992.

## Fiche technique
- Réalisateur : Mathieu Kassovitz
- Producteur délégué : Christophe Rossignon
- Producteur associé : Anne Bennet
- Production : Lazennec Tout Court et FR3
- Directeur de la photographie : Pierre Aim
- Cadreur : Georges Diane
- Montage : Nathalie Goepfert
- Son : Jérôme Thailades
- Mixage : Jérôme Thailades
- Assistant réalisateur : Éric Pujol
- Scripte : Isabelle Ribis
- Maquilleuse : Sylvie Blavet
- Durée : 10 minutes

## Distribution
- Marc Berman : Le tueur
- Robert Gendreu : M. Vidal
- Mathieu Kassovitz : Max

## Autour du film
- Mathieu Kassovitz voulait faire ce court métrage pour tester une équipe technique. Il voulait que celui-ci soit très technique pour pouvoir faire ensuite son premier long métrage : Métisse (film) avec le même Marc Berman (qui y joue le rôle de Maurice, le cousin).
- Ce film a inspiré Assassin(s) de Mathieu Kassovitz, sorti en 1997.